# Ренфрю (Онтаріо)
Ренфрю (англ. Renfrew) — містечко у канадській провінції Онтаріо. Входить до складу графства Ренфрю. Населення станом на 2016 рік складало 8223 осіб.